# Ulrich Härter
Ulrich Härter est un peintre figuratif allemand né le 28 mars 1925 à Berlin et décédé le 1er septembre 2016 à Dortmund, .

## Biographie
En 1945, il fait des études d'artiste peintre à l'Académie des Beaux-Arts de Berlin. En 1949, il est nommé "élève maître" par le peintre et professeur Karl Hofer. En 1951, il obtient une bourse d'études d'un an chez Fernand Léger à Paris, agréée par le Haut Commissariat Français en Allemagne.
De 1961 à 1962, il travaille dans la maison parisienne de l'écrivain Günter Grass. En 1964, il bénéficie d'une bourse d'études, accordée par l'Académie des Beaux-Arts de Berlin, pour un séjour d'un an à Olevano Romano (près de Rome). En 1968, il rejoint l'École supérieure des arts et techniques (Fachhochschule) de Dortmund comme enseignant au département "peinture libre et expérimentale". En 1969, il est nommé professeur (éméritat en 1986).
Ses peintures ont été exposées à Berlin, Coblence, Dortmund, Rheine, Cologne, Brunswick, Alger, Toulouse, Marseille, Béziers et récemment à la Galerie Taube de Berlin.
Il repose au Waldfriedhof Heerstraße à Berlin.

## Œuvre
Son travail résolument figuratif, privilégiant les couleurs vives, comprend des portraits et scènes de groupe, des paysages et des natures mortes, des vues urbaines et industrielles ; une partie de son œuvre traite des années de terreur en Allemagne.
Certains de ses tableaux se trouvent à la galerie nationale de Berlin, dans les musées d'Oberhausen, de Rheine et Frechen, mais aussi chez des collectionneurs privés (en Allemagne, aux États-Unis, en France...).
Ulrich Härter a résidé et travaillé à Dortmund et dans le Minervois. Il était marié à Herta Biskup et avait un fils.